# Джуді Ґрінем
Джуді Ґрінем (англ. Judy Grinham, 5 березня 1939) — британська плавчиня.
Олімпійська чемпіонка 1956 року.
Чемпіонка Європи з водних видів спорту 1958 року.
Переможниця Ігор Співдружності 1958 року.